# Rio Tapajós
Der Rio Tapajós [ˌχiu ˌtapɐˈʒɔz] ist einer der größten Nebenflüsse des Amazonas. Entstanden aus dem Zusammenfluss von Rio Juruena und Rio Teles Pires, mündet er am rechten, südlichen Ufer in der Nähe von Santarém in den größten Fluss der Erde.
Am Ufer des Rio Tapajós liegt die weitgehend aufgegebene Siedlung Fordlândia.

## Flusslauf
Der Rio Tapajós hat ohne Quellflüsse eine Länge von etwa 810 Kilometern. Mit seinem rechten Quellfluss, dem Rio Teles Pires, kommt er auf 2.291 Kilometer. Der Fluss ist über die gesamte Länge hinweg schiffbar, jedoch oberhalb Itaitubas wegen vieler Stromschnellen nur für kleinere Schiffe. In den Unterlauf fahren auch Kreuzfahrtschiffe aus Deutschland über den Atlantik und den Amazonas hinein.
Der Rio Tapajós ist gekennzeichnet durch seine blau-grüne Farbe. An der Mündung ist der Fluss etwa zwölf Kilometer breit und damit breiter (aber auch flacher) als der Amazonas. Er hat am Unterlauf hellweiße Uferstrände mit sehr feinem Sand, die sehr flach in den Fluss gehen. Im Gegensatz zum Amazonas ist sein Wasser sehr klar.
Bei Itaituba, knapp 400 Kilometer vor der Mündung in den Amazonas, quert die Urwaldstraße Transamazônica den Rio Tapajós. An dieser Stelle ist die Transamazônica dem Amazonas am nächsten. Von Santarem aus führt parallel zum Fluss eine für dortige Verhältnisse sehr gut ausgebaute Straße zur Transamazônica (Santarem-Cuiaba-Landstraße).
Im Oberlauf des Flusses gibt es Stromschnellen, die für größere Schiffe nicht überwindbar sind. Es gibt Pläne, die Felsen zu sprengen, damit auch große Schiffe bis in die Quellflüsse fahren können. Grund dafür sind die Rohstoffe, die dort gefördert werden können.
Auch ist der Bau des Wasserkraftwerks Sao Luiz do Tapajós in naturschutz-sensiblem Gebiet geplant, das eine zuverlässige Energieversorgung der Region sicherstellen könnte. Am 4. August 2016 verweigerte die Umweltbehörde IBAMA die notwendige Umweltlizenz, ohne die das Projekt nicht gebaut werden darf.
Etwa drei Kilometer vor dem Zusammenfluss mit dem Amazonas liegt am rechten Ufer der Binnenhafen Porto de Santarém, rund 876 km von Belém entfernt.

## Die größten Zuflüsse
Zu den größten Zuflüssen gehören (flussabwärts):
- Río Cururu (rechts)
- Río Leste (rechts)
- Río das Tropas (rechts)
- Río Crepori (rechts)
- Rio Jamanxim (rechts)
- Río Igarapé Açu (rechts)